# سیارک ۸۷۳

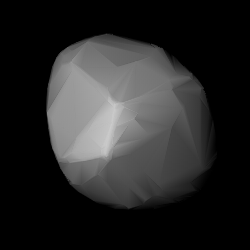
مدل سه‌بُعدی سیارک ۸۷۳ بر طبق منحنی نور آن

سیارک ۸۷۳ (به انگلیسی: 873 Mechthild، نامگذاری:1917CA) هشتصد و هفتاد و سومین سیارک کشف شده‌است که در ۲۱ مه ۱۹۱۷ و در هایدلبرگ کشف شد.
قدر مطلق سیارک برابر ۱۱٫۴۹ است.